# アレクサンデル・アルバラード
アレクサンデル・アントニオ・アルバラード・カリエル（Alexander Antonio Alvarado Carriel, 1999年4月21日 - ）は、エクアドル・ロス・リオス県ケベド出身のサッカー選手。ポジションはFW。

## クラブ経歴
CDケベドなどのユースチームを経て、2015年にデポルティーボ・キトと契約。12月3日インデペンディエンテ・デル・バジェ戦でプロデビュー。2018年にSDアウカスに移籍。加入後先発に定着し、主力選手に成長した。
2020年10月13日、オーランド・シティSCに2020年シーズン終了までのローン移籍で加入。同年シーズン終了後に完全移籍が決定した。

## 代表経歴
2019年にチリで開催された2019 南米ユース選手権に、U-20エクアドル代表で出場。大会3ゴールを決め、初優勝に貢献。5月にポーランドで開催された2019 FIFA U-20ワールドカップでは、グループリーグでU-20日本代表と対戦。3位入賞を達成。更に9月にはフル代表初招集。同月11日のボリビアで、代表初出場を果たした。